# Lijst van voormalige refugia in de stad Groningen

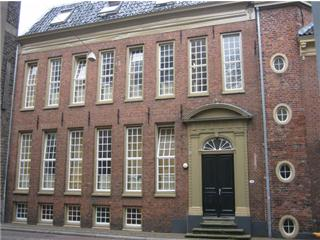
Het Ommelanderhuis, oorspronkelijk het refugium van de commanderij Oosterwierum

Het noorden van het tegenwoordige Nederland kende in de Middeleeuwen een grote verscheidenheid aan kloosters op het platteland. Veel van die kloosters waren ommuurde complexen die een behoorlijke mate van veiligheid boden in een tijd waarin het platteland vooral het strijdtoneel was van twist tussen elkaar beconcurrerende Heren. Hoewel er in Frisia geen heer was, betekende dat niet dat er niet regelmatig strijd geleverd werd tussen hoofdelingen, die hun gebied wilden uitbreiden, twisten die in Noord-Nederland bekendstaan als de strijd tussen Schieringers en Vetkopers. Verschillende kloosters waren direct betrokken bij die twisten. Kloosters waren soms ook inzet van een conflict. De meeste kloosters hadden daarom een veilige haven binnen de muren van een nabijgelegen stad. Een refugium waar de monniken en nonnen zich konden terugtrekken, en waar ze hun kloosterleven grotendeels konden handhaven. 
Als grootste stad in de omgeving was Groningen de meest aangewezen plek voor een refugium, niet alleen voor de kloosters in de huidige provincie Groningen, maar ook voor een aantal in het huidige Friesland en Drenthe. Onderstaande lijst geeft een overzicht van de kloosters die een refugium hebben gehad in de stad, met vermelding waar het refugium (waarschijnlijk) heeft gestaan. Als er nog een restant bewaard is gebleven wordt dat vermeld. 
- Aduard: Munnekeholm. Het refugium van het grootste klooster in Noord-Nederland is deels bewaard gebleven.
- Bloemhof: had een refugium op de hoek van de Popkenstraat en de Schoolstraat. Na de Reductie werd dit het Blauwe Weeshuis.
- Essen, het vrouwenklooster direct ten zuiden van de stad, had een refugium in de Herestraat. Dit refugium was bij de nonnen van Yesse van 1589 tot 1601 in gebruik. Het pand waarin het refugium ooit gevestigd was, op de hoek met de Bruine Ruiterstraat, maakte in 1935 plaats voor de nieuwbouw van De Faun.
- Oldeklooster Feldwert: dit klooster had twee refugia, een aan de Carolieweg, en een op de hoek van de Jacobijnerstraat en de Sint-Walburgstraat.
- Jeruzalem: het Cisterciënzerklooster in Gerkesklooster had een refugium aan de Schoolholm. Oorspronkelijk was dit een steenhuis.
- Commanderij Oosterwierum: het refugium van de johannietercommanderij van Oosterwierum is bewaard gebleven. Het is tegenwoordig bekend als het Ommelanderhuis in de Schoolstraat.
- Mariëngaarde: dit Norbertijner klooster in Hallum, in de huidige provincie Friesland, had een huis in de Brugstraat. Het is niet zeker of dit huis ook als refugium werd gebruikt.
- Oldeklooster: het oudste Norbertijnenklooster in Groningen had een refugium aan de Turftorenstraat.
- Selwerd: had een refugium in de Oude Boteringestraat, waar nu de oude rechtbank staat. Daarnaast had het klooster nog een huis aan de Oude Ebbingestraat.
- Trimunt: een deel van het refugium van Aduard was bestemd voor de nonnen van het klooster in Trimunt.